# 지방도 제830호선
지방도 제830호선은 전라남도 강진군 성전면 성전리에서 병영면 성남리를 잇는 전라남도의 지방도이다. 또한 고흥군의 거금도에서 다시 시작하여 고흥만방조제를 지나 두원면까지 이어지는 지방도이기도 하다.
1995년 12월 8일 완도군 지역만 잇는 노선인 '완도 ~ 약산선'으로 최초 지정되었으며, 2003년 3월 27일 기존 구간이 국도 제77호선으로 승격되면서 폐지하고 완도군 고금면 ~ 생일도, 금일도, 금당도를 거쳐 고흥군 두원면까지 구간으로 새로 지정해 '고금 ~ 두원선'이 되었다.
성전면~병영면 구간은 지방도 제814호선이 폐지되면서 통합된 구간이다.

## 연혁
- 1995년 12월 8일 : 기점을 '완도군 완도읍 신기리', 종점을 '완도군 약산면 어수리'로 하여 31.6km 구간을 지방도 제830호선 '완도 ~ 약산선'으로 새로 지정[1]
- 1996년 11월 25일 : 국가지원지방도 지정으로 인해 노선 변경[2]
- 1997년 8월 20일 : 1999년 3월까지 약산 ~ 어두간 도로(완도군 약산면 해동리) 확포장공사를 위해 1.2km 구간 도로구역 변경[3]
- 2002년 1월 12일 : 2002년 12월까지 고금우회도로(완도군 고금면 덕암리) 개설공사를 위해 565m 구간 도로구역 변경[4]
- 2003년 3월 27일 : 기존 지방도 노선인 완도 ~ 약산선을 폐지하고 기점을 '완도군 고금면 농상리', 종점을 '고흥군 두원면 대전리'로 하여 95.8km 구간을 지방도 제830호선 '고금 ~ 두원선'으로 새로 지정[5]
- 2005년 7월 5일 : 2007년 12월까지 신장지구(완도군 고금면 도남리 ~ 세동리) 개량공사를 위해 500m 구간 도로구역 변경[6]
- 2006년 1월 5일 : 2008년 12월까지 약산우회도로(완도군 약산면 우두리 ~ 장용리) 건설공사를 위해 3.3km 구간 도로구역 변경[7]
- 2009년 7월 20일 : 2010년 1월까지 완도 고금지구(완도군 신지면 신리) 개량공사를 위해 480m 구간 도로구역 변경[8]
- 2010년 4월 13일 : 2013년 4월까지 장계 ~ 신흥간 도로(고흥군 도양읍 장계리, 고흥군 도양읍 용정리) 확포장공사를 위해 총 1.72km 구간 도로구역 변경[9]
- 2011년 4월 27일 : 2012년 2월까지 완도 화가지구(완도군 약산면 장용리) 개량공사를 위해 408m 구간 도로구역 변경[10]
- 2012년 4월 27일 : 2013년 5월까지 완도 가래지구(완도군 약산면 장용리) 개량공사를 위해 300m 구간 도로구역 변경[11]
- 2012년 9월 27일 : 약산우회도로 공사기간을 2012년 10월까지로 연기[12]
- 2012년 11월 27일 : 약산우회도로 공사기간을 2012년 12월까지로 연기[13]
- 2013년 1월 8일 : 장계 ~ 신흥간 도로(고흥군 도양읍 장계리) 1.08km 구간과 장예지구(고흥군 도양읍 용정리) 480m 구간, 잠두지구(고흥군 도양읍 용정리) 480m 구간 개통, 기존 고흥군 도양읍 용정리 210m 구간 폐지[14], 약산우회도로(완도군 약산면 우두리 ~ 장용리) 3.3km 구간 개통[15]
- 2015년 5월 21일 : 2020년 5월까지 신흥 ~ 용동간 도로(고흥군 도양읍 장계리 ~ 도덕면 용동리) 확포장공사를 위해 8.23km 구간 도로구역 변경[16]

## 주요 경유지

### 구지방도 제814호선노선
- 강진군
  - 성전면 남성전삼거리 - 신제교 - 신제 교차로(강진무위사 나들목) - 수양리 - 명산리삼거리 - 감당고개
  - 작천면 감당고개 - 현산리 - 평리교 - 전라남도축산위생사업소 - 작천면소재지 교차로 - 강진작천중학교 - 작천교 - 삼당리 - 작천면평리 교차로 - 야흥리 - 야동삼거리 - 성남2교
  - 병영면 성남2교 - 성남교 - 성남리

### 본래 노선
- 고흥군
  - 도양읍 녹동2 교차로 - 봉암리 - 용정리 - 장계리 - (신흥마을) - (미개통 구간 : 장계리)
  - 도덕면 (미개통 구간 : 가야리 - 당남해수욕장 - 영귀산) - 용동해수욕장 - 고흥만방조제
  - 두원면 고흥만방조제 - (미개통 구간 : 풍류리) - (월하마을) - 월하방조제 - 대금리 - 용당방조제 - (미개통 구간 : 용당방조제 - 용당리 - 대전리 - 예회리) - 예회리 - 성두리 - 영오리 - 와룡교 - 신월삼거리 - 용산리 - 용반리 - 금운교 - 운대삼거리 - 운대 교차로

## 중복 구간
- 강진군 작천면 작천면소재지 교차로 ~ 작천면평리 교차로 : 지방도 제827호선과 중복

## 도로명
- 강진군 성전면 남성전삼거리 ~ 작천면 작천면소재지 교차로 : 금강로
- 강진군 작천면 작천면소재지 교차로 ~ 작천면평리 교차로 : 까치내로
- 강진군 작천면 작천면평리 교차로 ~ 병영면 성남리 : 하멜로
- 고흥군 도양읍 녹동2 교차로 ~ 장계리 : 도양해안로
- 고흥군 도양읍 장계리 ~ (신흥마을) : 관리신흥길
- 고흥군 도덕면 용동해수욕장 ~ 두원면 고흥만방조제 : 고흥만로
- 고흥군 두원면 고흥만방조제 ~ 용당방조제 : 풍류로
- 고흥군 두원면 예회리 ~ 운대리 : 연강예회길, 두원운석길
- 고흥군 두원면 운대리 ~ 운대 교차로 : 고흥로